# Верх-Соснова
Верх-Соснова — деревня в Большесосновском районе Пермского края. Входит в состав Большесосновского сельского поселения.

## Географическое положение
Расположена на правом берегу реки Соснова (приток реки Сива), примерно в 4 км к северу от административного центра района, села Большая Соснова.

## Население
| 2010 |
| ---- |
| 42   |

## Улицы
- Заречная ул.
- Зеленая ул.
- Центральная ул.

## Топографические карты
- Лист карты O-40-74 Очёр. Масштаб: 1 : 100 000. Состояние местности на 1983 год. Издание 1984 г.